# Aeropuerto de Lutselk'e
El Aeropuerto de Lutselk'e (del inglés: Lutselk'e Airport) (IATA: YSG, OACI: CYLK) está ubicado a 1,1 MN (2,0 km; 1,3 mi) al noreste de Lutselk'e, Territorios del Noroeste, Canadá. De noche se pueden encontrar caribús cerca a la pista de aterrizaje y de noche es un aeropuerto difícil de utilizar.

## Aerolíneas y destinos
- Air Tindi
  - Yellowknife / Aeropuerto de Yellowknife